# Putnam Valley
Putnam Valley est une ville du comté de Putnam, dans l'État de New York, aux États-Unis,. En 2010, elle comptait une population de 11 809 habitants.

## Démographie
Lors du recensement de 2010, la ville comptait une population de 11 809 habitants, tandis qu'en 2016, elle est estimée à 11 616 habitants.